# Liste der Naturdenkmale in Maselheim
| Naturdenkmale | Anzahl |
| ------------- | ------ |
| FND           | 0      |
| END           | 2      |
| Gesamt        | 2      |

Die Liste der Naturdenkmale in Maselheim nennt die verordneten Naturdenkmale (ND) der im baden-württembergischen Landkreis Biberach liegenden Gemeinde Maselheim. In Maselheim gibt es insgesamt zwei als Naturdenkmal geschützte Objekte, keines ist ein flächenhaftes Naturdenkmal (FND), beide sind Einzelgebilde-Naturdenkmale (END).
Stand: 1. November 2016.

## Einzelgebilde (END)
| Name                             | Bild | Kennung     | Einzelheiten | Position | Fläche Hektar | Datum         |
| -------------------------------- | ---- | ----------- | ------------ | -------- | ------------- | ------------- |
| Friedhofslinde in Laupertshausen | BW   | 84260710001 | Maselheim    | ⊙        | 0,0           | 15. Jan. 1993 |
| Linde vor dem Kloster            |      | 84260710002 | Maselheim    | ⊙        | 0,0           |               |
| Legende für Naturdenkmal         |      |             |              |          |               |               |